# Donald Carrick
Pour les articles homonymes, voir Carrick.
Donald Day Carrick (18 septembre 1906-28 février 1997) est un boxeur olympique, golfeur et un homme politique canadien de l'Ontario. Il est député fédéral libéral de la circonscription ontarienne de Trinity de 1954 à 1957.

## Biographie
Né à Port Arthur en Ontario, Carrick étudie le droit à l'université de Toronto, à la Osgoode Hall Law School et à la Faculté de droit de Harvard.
Carrick représente le Canada en boxe catégorie mi-lourd lors des Jeux olympiques d'été de 1928 d'Amsterdam où il remporte son combat de premier tour contre Jean Welter (en) du Luxembourg. Il perd ensuite contre Víctor Avendaño d'Argentine. Au golf, il est entraîné par Newell Senour du Scarboro Club et remporte le championnat amateur en 1925 et en 1927, ainsi que le championnat amateur ontarien en 1926 et en 1933.
Durant la Seconde Guerre mondiale, Carrick sert comme lieutenant-colonel dans l'armée canadienne.
Élu lors de l'élection partielle en 1954, il ne se représente pas en 1957.
Carrick continue de joue au golf de façon récréative au Scarboro et Rosedale Golf Clubs de Toronto et est élu au Canadian Golf Hall of Fame (en) en 1997.
Son père, John James Carrick, est député fédéral de Thunder-Bay et Rainy-River de 1911 à 1917.